# Campionat Nòrdic de futbol
El Campionat Nòrdic de futbol (danès Nordisk Mesterskab, noruec Nordisk Mesterskap, suec Nordiska Mästerskapet, abreujadament NM o també conegut com a Campionat Escandinau de futbol) fou una competició futbolística disputada per les seleccions de futbol dels països de l'Europa escandinava.

## Història
La primera edició es disputà els anys 1924–1928, amb la participació de Noruega, Dinamarca i Suècia. La selecció de Finlàndia s'hi uní la segona edició. La darrera edició disputada, la 2000–2001, s'hi uniren les seleccions d'Islàndia i les Illes Feroe.
El torneig fou creat per iniciativa de Dinamarca, en finalitzar l'any 1919 un contracte entre les federacions danesa (DBU), noruega (NFF) i sueca (SvFF) que establia que les seleccions de les tres federacions disputarien dos partits anuals que enfrontarien les unes contra les altres. La idea de la nova competició no es disputà fins 5 anys més tard, el 1924, on la federació danesa celebrava el seu 35è aniversari. El primer torneig fou organitzat per la DBU. Dinamarca guanyà la competició que acabà el 1928. La segona edició fou organitzada per la SvFF que celebrava el seu 25è aniversari, i aquest cop en fou convidada la federació de Finlàndia (SPF).
La competició va perdre interès cap als anys 70. La darrera edició es disputà la temporada 2000–01, amb alguns partits disputats durant un entrenament conjunt a La Manga del Mar Menor, a Múrcia.

## Historial
| Any     | Trofeu          |           | Campió    | Finalista | 3r lloc                 | 4t lloc |
| 1924–28 | Jubilæumspokal  | Dinamarca | Suècia    | Noruega   | Només tres participants |         |
| 1929–32 | Guldkrus        | Noruega   | Suècia    | Dinamarca | Finlàndia               |         |
| 1933–36 | Nordiske Pokal  | Suècia    | Dinamarca | Noruega   | Finlàndia               |         |
| 1937–47 | Suomen Karhut   | Suècia    | Dinamarca | Noruega   | Finlàndia               |         |
| 1948–51 | DBU's Vase      | Suècia    | Dinamarca | Noruega   | Finlàndia               |         |
| 1952–55 | SvFF's Pokal    | Suècia    | Noruega   | Dinamarca | Finlàndia               |         |
| 1956–59 | Eventyr og Lek  | Suècia    | Noruega   | Dinamarca | Finlàndia               |         |
| 1960–63 | SPL's Pokal     | Suècia    | Dinamarca | Noruega   | Finlàndia               |         |
| 1964–67 | Fodboldspillere | Suècia    | Dinamarca | Finlàndia | Noruega                 |         |
| 1968–71 | SvFF's Pokal    | Suècia    | Dinamarca | Noruega   | Finlàndia               |         |
| 1972–77 | —               | Suècia    | Dinamarca | Noruega   | Finlàndia               |         |
| 1978–80 | —               | Dinamarca | Suècia    | Noruega   | Finlàndia               |         |
| 1981–83 | —               | Dinamarca | Suècia    | Noruega   | Finlàndia               |         |
| 2000–01 | —               | Finlàndia | Islàndia  | Dinamarca | Noruega                 |         |

### Palmarès per països
| Selecció  | Títols                                                   | Subcampió                                    | 3r lloc                                                  | 4t lloc                                                               |
| --------- | -------------------------------------------------------- | -------------------------------------------- | -------------------------------------------------------- | --------------------------------------------------------------------- |
| Suècia    | 9 (1936, 1947, 1951, 1955, 1959, 1963, 1967, 1971, 1977) | 4 (1928, 1932, 1980, 1983)                   | -                                                        | -                                                                     |
| Dinamarca | 3 (1928, 1980, 1983)                                     | 7 (1936, 1947, 1951, 1963, 1967, 1971, 1977) | 4 (1932, 1955, 1959)                                     | -                                                                     |
| Noruega   | 1 (1932)                                                 | 2 (1955, 1959)                               | 9 (1928, 1936, 1947, 1951, 1953, 1971, 1977, 1980, 1983) | 2 (1967, 2001)                                                        |
| Finlàndia | 1 (2001)                                                 | -                                            | 1 (1967)                                                 | 11 (1932, 1936, 1947, 1951, 1955, 1959, 1963, 1971, 1977, 1980, 1983) |
| Islàndia  | -                                                        | 1 (2001)                                     | -                                                        | -                                                                     |